# Agent Orange (musikgrupp)
Agent Orange är ett amerikanskt punkrockband bildat i Orange County, Kalifornien 1979. Bandet var ett av de första att blanda  punkrock med surfmusik. De blev tidigt uppmärksammade för sin låt Bloodstains, som släpptes på deras debut-EP 1979.

## Diskografi

### Studioalbum
- Living in Darkness (1981)
- This Is the Voice (1986)
- Virtually Indestructible (1996)
- Surfin' the Pit (1997)

### Livealbum
- Real Live Sound (1990)

### EP
- Bloodstains (1979)
- Bitchin' Summer (1982)
- When You Least Expect It (1984)
- 4/26/96 Fireside Bowl - Chicago, IL (live) (1997)

### Singlar
- Agent Orange (1980)
- Everything Turns Grey (1982)
- Secret Agent Man (1986)
- This Is The Voice (1986)
- "Eldorado" Found: The Lost 12th Song (1990)
- The Electric Storm (1992)
- Halloween Single (2010)

### Samlingsalbum
- Greatest & Latest - This, That-N-The Other Thing (2000)
- Sonic Snake Session (2003)
- Blood Stained Hitz (2004)
- Surfing to Some F#*ked Up S@!t (2008)
- Surf Punks (2011)

### DVD
- Live In Hamburg Germany